# Dicranoloma hollermayeri
Dicranoloma hollermayeri là một loài rêu trong họ Dicranaceae. Loài này được Thér. mô tả khoa học đầu tiên năm 1935.